# Брауэр, Дирк
Дирк Брауэр (англ. Dirk Brouwer; 1902—1966) — американский астроном голландского происхождения.
Член Национальной академии наук США (1951).

## Биография
Родился в Роттердаме, в 1927 году окончил Лейденский университет. С 1928 года жил и работал в США, преподавал в Йельском университете (с 1941 — профессор астрономии, директор обсерватории).
Основные труды относятся к области небесной механики. Занимался разработкой теории движения Луны и других тел Солнечной системы (совместно с Э. У. Брауном). Разработал многие вопросы общей теории орбит и теории вращения Земли. Совместно с Дж. Клеменсом и У. Дж. Эккертом выполнил фундаментальную работу по численному интегрированию на ЭВМ уравнений движения пяти внешних планет (Юпитер-Плутон) и вычислению их прямоугольных экваториальных координат с сорокадневным шагом за период с 1653 по 2060 годы. В 1959—1965 годах выполнил ряд работ по теории движения искусственных спутников Земли.
Исследовал возмущения орбиты кометы Энке и оценил нижний предел возраста этой кометы.
Главный редактор Astronomical Journal c 1941 по 1966 год (в том числе в 1959—1963 годах совместно с Харланом Смитом и в 1965—1966 годах — с Джеральдом Клеменсом).
Был избран членом-корреспондентом Нидерландской королевской АН, членом многих научных обществ.
Награждён золотой медалью Королевского астрономического общества (1955), медалью Кэтрин Брюс Тихоокеанского астрономического общества (1966).
В его честь назван кратер на Луне (совместно — в честь математика Л. Э. Я. Брауэра), астероид № 1746, премия, присуждаемая ежегодно подразделением динамической астрономии Американского астрономического общества.

## Публикации
- Брауэр Д., Клеменс Дж. Методы небесной механики. — Москва: Мир, 1961.